# Chiesa di Sant'Antonio Abate e Sant'Anna
La chiesa di Sant'Antonio Abate e Sant'Anna è un edificio di culto cattolico situato nella frazione carrarese di Noceto, in provincia di Massa-Carrara.
Essa, insieme alla chiesa di Castelpoggio, è parte della Parrocchia della Natività della Beata Vergine Maria e di Sant'Antonio Abate a Castelpoggio - Noceto.

## Storia
L'Oratorio in stile romanico, dedicato inizialmente soltanto a Sant'Antonio Abate, fu edificato nella sua pianta primitiva intorno alla metà del 1500, come risulta dal Codice Pelavicino. 
Intorno al XVII - XVIII secolo, l'edificio fu ampliato contestualmente alla demolizione di altri oratori presenti nella frazione montana. Sull'architrave della porta d'ingresso campeggia una lapide marmorea con la data di questo intervento "OPA 1741".
In epoca medievale le fonti scritte, infatti, attestano a Noceto l'esistenza di più oratori, oltre a quello dedicato a Sant'Antonio Abate: uno dedicato a Sant'Andrea, uno a San Niccolò ed una cappella dedicata a Santa Giulia, dipendente dal Monastero di Monte dei Bianchi.
La presenza di molti luoghi di culto in una frazione oggettivamente molto piccola (vedi Noceto (Carrara)), era giustificata dalla storia di questo angolo montuoso. Noceto, infatti, venne inizialmente fondato come luogo eremitico per tre monasteri benedettini.
Intorno alla metà del 1700, a seguito dell'acquisto di un quadro tardo-medioevale raffigurante la Natività della Beata Vergine Maria con i Santi Gioacchino e Anna dalla vicina Chiesa di Castelpoggio e l'edificazione di un altare destro dedicato alla Madre di Maria, l'oratorio di Sant'Antonio Abate adottò la nuova denominazione che includeva la titolarità della co-patrona: Chiesa di Sant'Antonio Abate e Sant'Anna.
Alla fine del 1700, l'oratorio di Sant'Antonio Abate e Sant'Anna, dipendente dalla Parrocchia di Gragnana, venne elevato in cappellania curata, sempre dipendente dalla Parrocchia di Gragnana. 
Nel XX secolo, a seguito della definizione dei nuovi confini parrocchiali, la chiesa di Noceto è stata unita alla vicina Parrocchia di Castelpoggio.

## Descrizione
La chiesa è costituita da un'unica aula di forma rettangolare, scandita alle pareti da lesene sulle quali sono impostati gli archi a tutto sesto che irrigidiscono la volta a botte. All'interno delle lunette sono alloggiate modeste aperture sopra le quali si trovano le unghie che si connettono alla volta a botte. 
All'ingresso è collocato un coro sorretto da colonne marmoree: non sembra essere coevo con l'impianto originario.
Pregevoli, in stile barocco ed interamente in marmo bianco di Carrara ed in marmo rosso di Verona; sono gli altari e la pala d'altare di Sant'Antonio Abate.
Nel 1742, grazie ad alcuni benefattori del luogo, l'oratorio è stato dotato infatti di un altare laterale destro dedicato a sant'Anna, di un altare centrale policromo e di una cornice che inquadra la tela di Sant'Antonio Abate (quella originale è stata venduta dai monaci, attualmente è stata sostituita da una raffigurazione del 1914), affiancata da due statue marmoree rappresentanti San Bernardo Vescovo e sant'Antonio da Padova.
Agli inizi del 1900, è stata scavata una nicchia nella parete sinistra dell'oratorio per ospitare una statua di gesso raffigurante S.Anna che insegna le Sacre Scritture alla Beata Vergine Maria fanciulla.
Il campanile, unito alla chiesa, è composto da due campane che ancora oggi sono suonate tirando le funi a cui sono collegate.

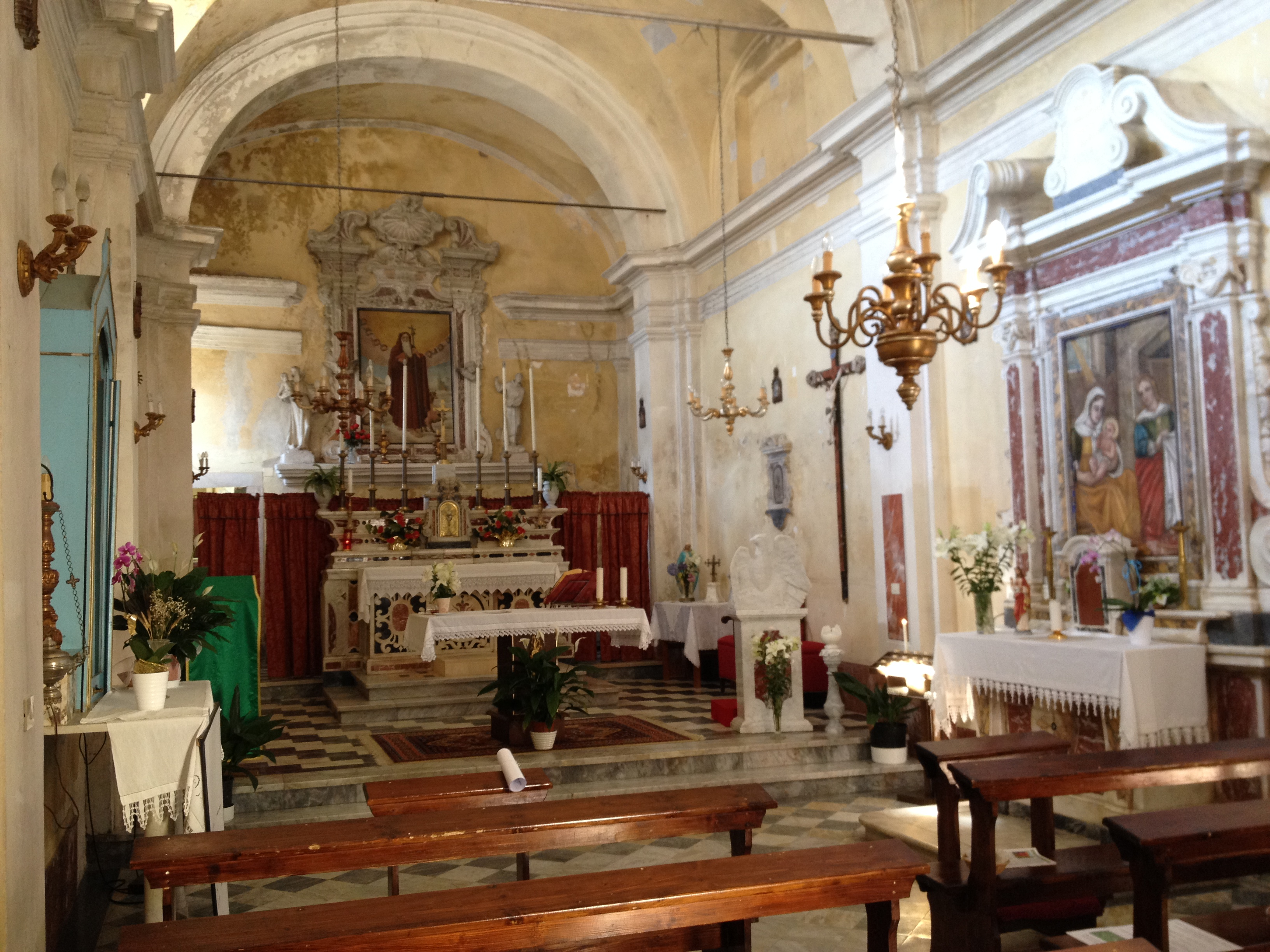
Interni della chiesa di Sant'Antonio Abate e Sant'Anna prima del restauro del 2016.

Degni di nota della chiesa nocetina, sono quattro dettagli:
- L'altare destro contiene una tela tardo medievale rappresentante la Natività della Beata Vergine Maria con Sant'Anna e San Gioacchino, suoi genitori. Questa tela è stata oggetto di varie leggende, fra le quali quella che essa sarebbe stata ceduta dagli abitanti della vicina frazione di Castelpoggio per un piatto di fagioli. In realtà, la ricchezza dei monaci benedettini in quel momento storico, rispetto alla Chiesa di Castelpoggio, permise loro di comprarla dai propri vicini insieme alla titolarità della santa, visto che questi ultimi già godevano di ben tre santi protettori (Natività della Beata Vergine Maria, San Sisto II papa e Sant'Anna), rispetto all'unico santo protettore di Noceto (Sant'Antonio Abate).
- La scelta di Sant'Antonio Abate, eremita egiziano e protettore degli animali, e di Sant'Anna (madre di Maria), patrona delle donne che desiderano avere figli e dei minatori, come contitolari della chiesa locale, è indice della società contadina e di minatori, nonché religiosa, che si è da sempre susseguita a Noceto.
- L'oratorio di Sant'Antonio Abate e Sant'Anna contiene tre crocefissi lignei processionali e tre tabernacoli, tutti segni del passaggio degli edifici di culto da tre, ad uno.
- Dietro l'altare maggiore è presente, come in molte chiese locali, un bassorilievo raffigurante Santa Lucia, protettrice della vista.

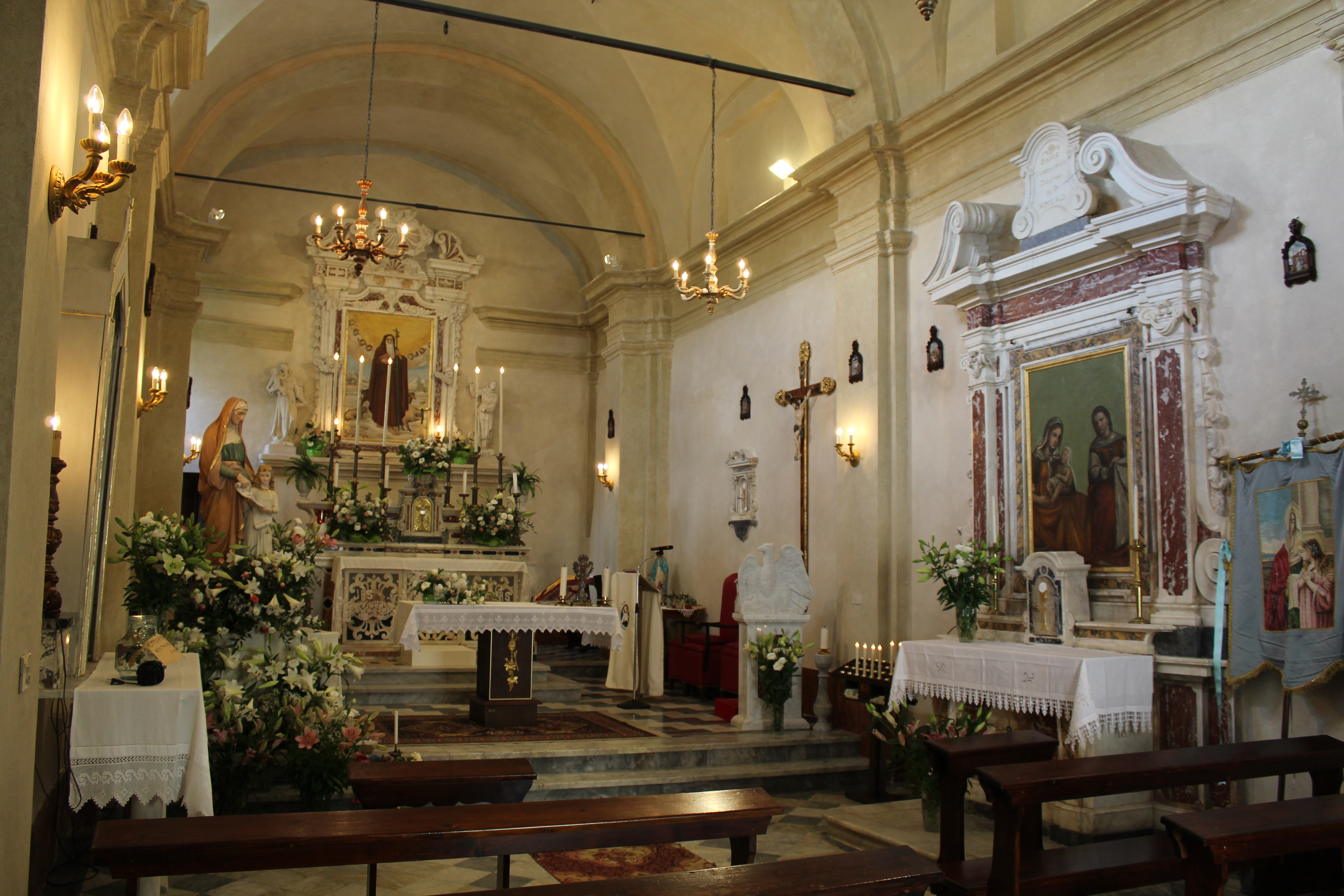
Interni della chiesa di Sant'Antonio Abate e Sant'Anna dopo restauro 2016.

## Restauri
L'edificio, dopo molti anni di incuria, è stato oggetto del primo intervento di restauro nell'anno giubilare del 2000 su volontà del Parroco Padre Damiano Angelotti.
Sotto la direzione dell'Arch. Andrea Morelli di Castelpoggio (Carrara), pertanto; sono stati ripristinati completamente il tetto, il campanile e le pareti esterne della Chiesa di Noceto.
A seguito dell'interessamento dell’Avv. Andrea Poggianti, Consigliere Comunale di Empoli, originario del paese montano e promotore dei restauri, unitamente al Parroco Don Primiero Scortini, il 1º luglio 2015 sono stati intrapresi gli interventi per il recupero degli interni della Chiesa, dopo circa due anni di pratiche burocratiche.
I lavori, conclusi nell'anno giubilare straordinario 2016, sono stati diretti dall'Arch. Ferdinando Sacchetti di Massa ed eseguiti dal Prof. Lorenzo Casamenti, restauratore fiorentino di fama internazionale.
In data 23 luglio 2017, ad un anno dall'inaugurazione dei restauri interni, è stata affissa una targa commemorativa di tutti gli interventi sulla Chiesa, autorizzata da Diocesi e Soprintendenza delle Belle Arti, alla presenza delle autorità cittadine.

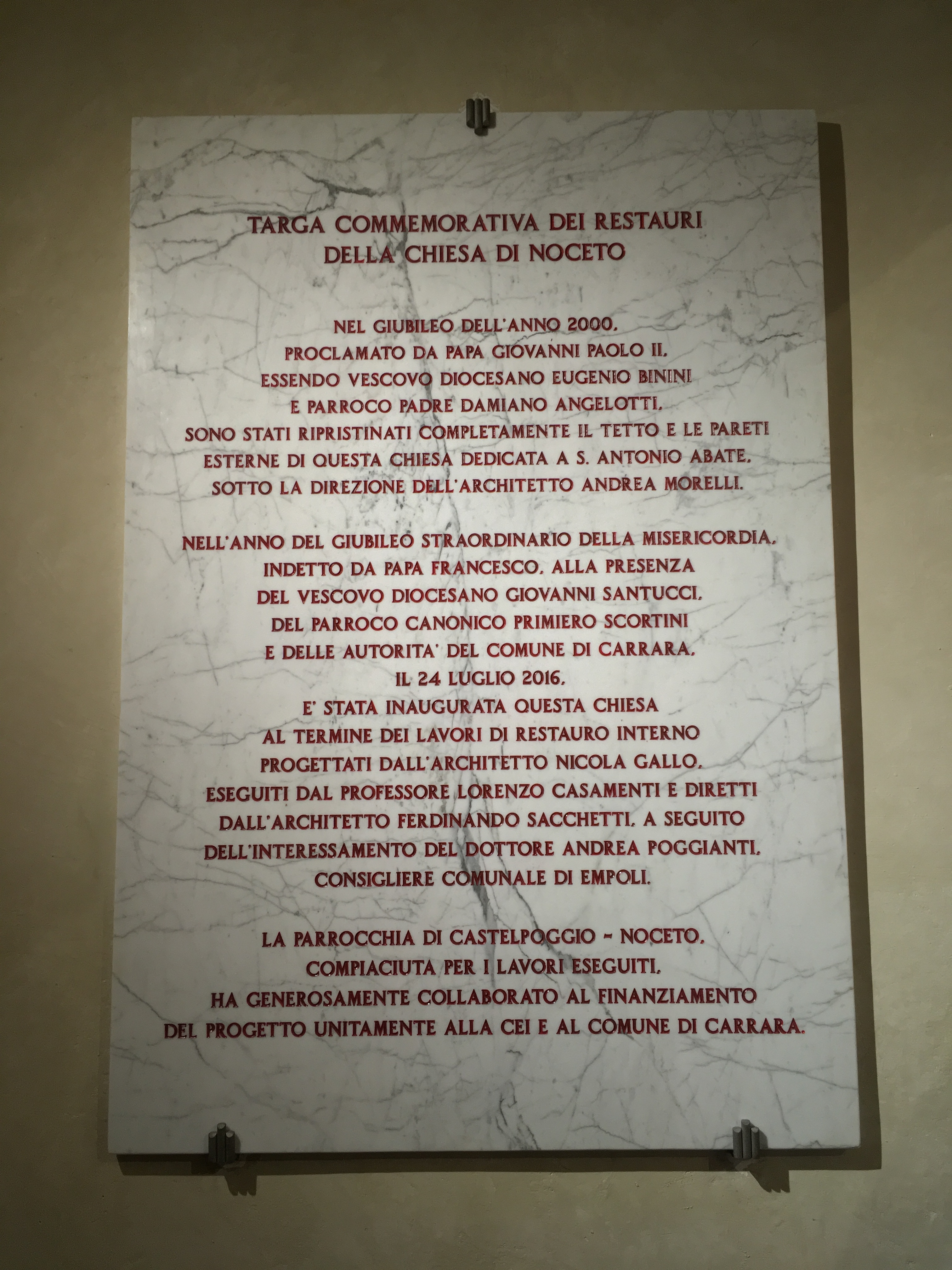
Targa commemorativa dei restauri della Chiesa di Noceto, Carrara (MS)